# Río Kunar
El Kunar (Kunar Rud) es un río que discurre por la parte oriental de Afganistán (provincia de Kunar) y por el noroeste de Pakistán (Khyber Pakhtunkhwa). Es afluente del río Kabul por su margen izquierda, y por tanto un subafluente del río Indo.

## Geografía
El Kunar recorre unos 480 km. Es alimentado por el deshielo de los glaciares y de las nieves de las montañas de Hindu Kush. Nacido en Pakistán donde es conocido con el nombre de Mastuj, recibe las aguas del Lutkho, justo al norte del importante centro regional de Chitrâl ubicado al oeste de la Cachemira pakistaní. Desde allí,  el río lleva el nombre de  Río de Chitral. Su curso orientado hacia el suroeste atraviesa pronto la frontera de Afganistán, donde recorre el valle de Kunar y lleva a partir de allí el nombre de río Kunar. Da su nombre a la provincia de Kunar.
Siempre orientado hacia el suroeste, acaba por alcanzar al río Kabul por su margen izquierda, un poco al este de la ciudad de Jalalabad. Desde entonces, el caudal de los dos ríos reunidos se orienta hacia el este, pasa la frontera pakistaní y desemboca en el Indo cerca de la ciudad de Attock.

## Afluentes
- El Lutkho en Pakistán.
- El Bachgal (margen derecha), que nace en la provincia afgana de Nourestân.
- El Pech, nacido también en Nourestân, y que se le une en Assadâbâd.

## Historia
Antaño, antes del reparto del valle de Chitral/Kunar entre los países de Afganistán y Pakistán, el valle y el río formaban una vía comercial importante, la mejor para viajar y cruzar las montañas del Pamir hacia las llanuras del bajo continente indio.

## Hidrometría - El caudal en Kunari
El caudal del río  fue estudiado durante 5 años (entre 1959 y 1964) en Kunari, localidad afgana ubicada a poca distancia aguas arriba de la confluencia con el río Kabul.
En Kunari, el caudal interanual medio o módulo observado en este periodo ha sido de 393 m³/s para una superficie de 24 824 km², que corresponde a más o menos 9el 5 % de la totalidad de la cuenca del río que de hecho son cerca de 26 000.
La lámina de agua caída en esta parte de la cuenca alcanza la cifra de 500 milímetros por año, lo que puede ser considerado como muy elevado en el contexto del clima árido que domina en la cuenca del Indo.
El Kunar es un río muy bien alimentado y medianamente irregular. Observando cada año la alternancia de los dos periodos: el de aguas bajas de otoño-invierno y el aguas altas centrada en los meses de junio-julio-agosto.
El caudal medio mensual observado en febrero (mínimo de estiaje) alcanza los 134 m³/s, o sea siete vez menos que el caudal medio del mes de julio (942 m³/s), lo que atestigua una amplitud media de variación estacional.
Caudal mensual promedio (en m³/s)
 Estación hidrológica: Kunari (datos calculados en 5 años)

## Homonimia
- No confundir con el río pakistaní Kunhar, afluente del Jhelum (ver río Kunhar)
- El río Kundar puede también prestarse a confusión. Es un curso de agua situado más al sur, en la provincia del Balouchistan pakistaní así como en la provincia afgana de Paktika.